# 26458 Choihyuna
26458 Choihyuna è un asteroide della fascia principale. Scoperto nel 2000, presenta un'orbita caratterizzata da un semiasse maggiore pari a 2,2342697 UA e da un'eccentricità di 0,0714379, inclinata di 6,14901° rispetto all'eclittica.